# 北海道道626号東雁来江別線

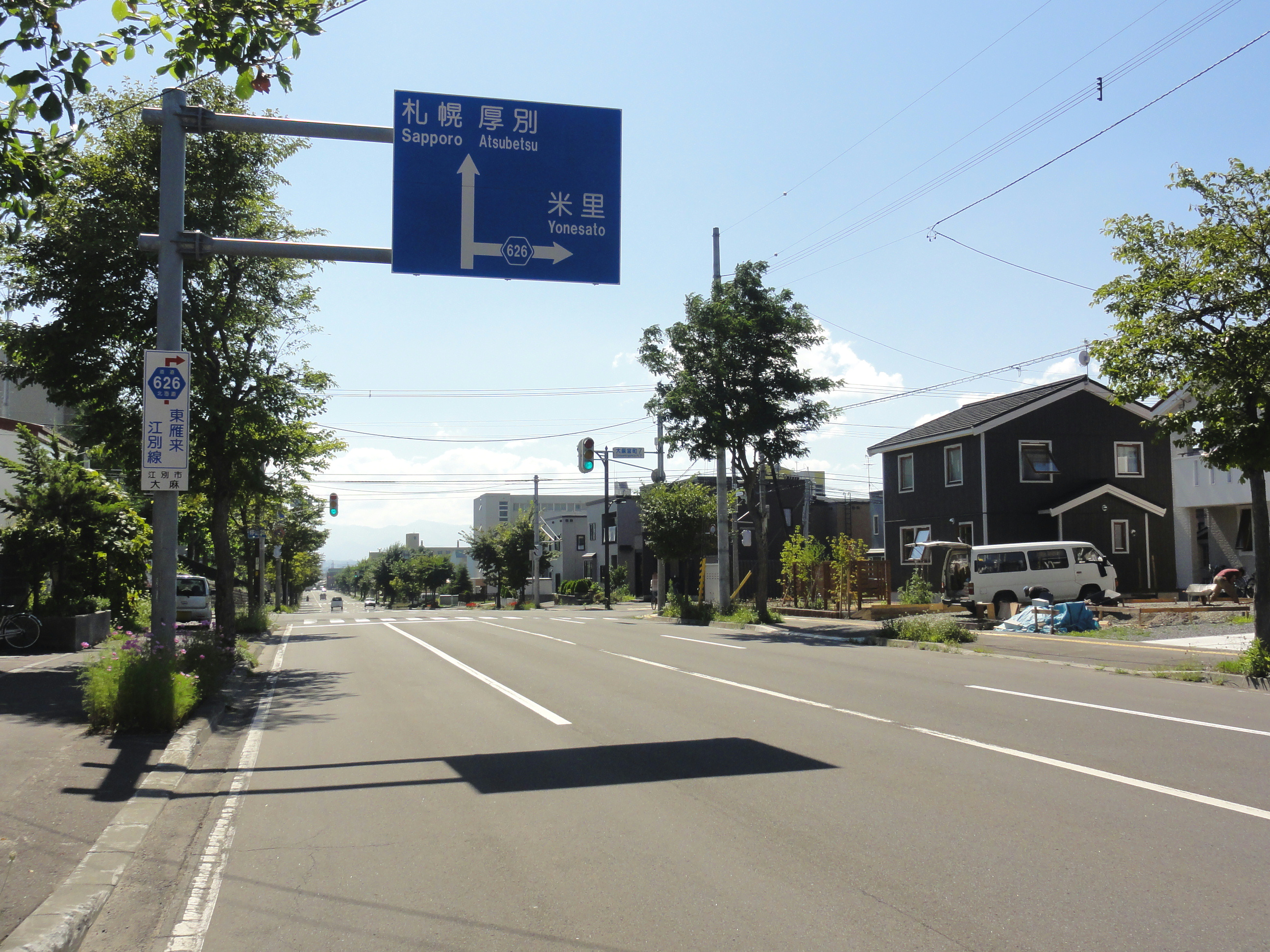
江別市大麻宮町付近（2012年8月）

北海道道626号東雁来江別線（ほっかいどうどう626ごう ひがしかりきえべつせん）は、北海道札幌市白石区と江別市を結ぶ一般道道（北海道道）である。
札幌市域は札幌市管理路線。途中、道央自動車道と2度立体交差する。

## 概要

### 路線データ
- 起点：北海道札幌市白石区東米里（国道275号交点）
- 終点：北海道江別市野幌町（国道12号交点）
- 路線延長：9.0km（総延長、うち札幌市管理3.5km）

## 歴史
- 1970年（昭和45年）3月31日 路線認定[1]。

## 路線状況

### 別名
江別市内の大部分では都市計画道路「2番通」となる

### 重複区間
江別市
- 大麻（北海道道864号大麻東雁来線）
- 野幌代々木町 - 江別市野幌町（北海道道46号江別恵庭線）

### 交通事故
東雁来江別線は、札幌江別間の主要幹線道で、国道274号と国道275号に接しており、大型車両を含め交通量が多い道路である。白石警察署が2017年1月に策定した速度取締指針によれば、白石警察署管内の雁来江別線で発生した交通事故件数(平成29年1月までの5年間)は、重軽傷合わせて30件を上回り、昼間帯における事故多発道路となっている。そのため当該道路の郊外地域において、7時から12時および13時から20時までの時間帯を、白石警察署の速度取締りの重点としている。

## 地理

### 通過する自治体
- 石狩振興局
  - 札幌市（白石区 - 厚別区）
  - 江別市

### 交差する道路
札幌市白石区
- 国道275号 - 東米里（起点）

江別市
- 北海道道864号大麻東雁来線 - 大麻桜木町
- 北海道道46号江別恵庭線 - 野幌代々木町
- 国道12号 - 野幌町（終点）

### 沿線にある施設など
札幌市白石区
- 白石発電所 - 東米里2170-1
- ローソン札幌東米里店 - 東米里2124-19

江別市
- 江別市立大麻中学校 - 大麻宮町1
- 第2大麻幼稚園 - 大麻宮町8
- 江別警察署大麻交番 - 大麻中町26−1
- 江別市役所大麻出張所 - 大麻中町26−4
- 大麻体育館 - 大麻中町26−17
- セイコーマート大麻東町店 - 大麻東町1−2
- 江別大麻東町郵便局 - 大麻東町14−11
- 江別市立大麻東小学校 - 大麻東町32
- 北海道信用金庫大麻支店 - 大麻東町14−3
- セブン-イレブン江別大麻晴美町店 - 大麻晴美町10-10
- あけぼの幼稚園 - 大麻栄町11−12
- ファミリーマート江別大麻新町店 - 大麻新町23−1
- 江別市消防署 - 野幌代々木町80-8